# Bruno Dogbo Blé
Pour les articles homonymes, voir Dogbo (homonymie) et Blé (homonymie).
 (avril 2011).
Si vous disposez d'ouvrages ou d'articles de référence ou si vous connaissez des sites web de qualité traitant du thème abordé ici, merci de compléter l'article en donnant les références utiles à sa vérifiabilité et en les liant à la section « Notes et références ».
Bruno Dogbo Blé né en 1952 est un général de brigade ivoirien.

## Biographie
Brilliant officier, selon Jean-Marc Simon ancien ambassadeur de France  en Côte d'Ivoire, formé en Côte d'Ivoire et en France, il est sorti parmi les tout premiers de sa promotion à Saint-Cyr Coëtquidan en France. Pendant la crise ivoirienne de 2010-2011, il a participé aux combats contre les Forces françaises à Abidjan avec ses unités de la garde républicaine, et avec d'autres forces spéciales telles que le CECOS, fidèle à la République pendant la crise.
Il est arrêté par les FRCI le 15 avril 2011, quatre jours après la chute de Laurent Gbagbo et libéré le jeudi 22 février 2024 par grâce présidentielle.
Le 11 octobre 2012 le général Dogbo Blé est condamné à 15 ans de prison par le Tribunal militaire d'Abidjan pour complicité dans le cadre de l’assassinat du colonel-major à la retraite Adama Dosso en mars 2012,.
Le 18 février 2016 il est condamné à la perpétuité par le Tribunal militaire d'Abidjan pour complicité dans le cadre de  l'assassinat du général Gueï.
Le 13 avril 2017 il est condamné à 18 ans de prison par la Cour d'assises de Yopougon pour l'enlèvement et le meurtre de quatre personnes, dont deux Français, à Abidjan le 4 avril 2011.
Le général Dogbo Blé fait partie de la soixantaine de militaires ayant commis des crimes de sang auxquels est refusée l'amnistie du 6 août 2018. Il est libéré lors d'une grâce présidentielle accordée à plusieurs détenus politiques par le président de la République de Côte d'Ivoire Alassane Ouattara (avec Souleymane Koné Kamaraté surnommé « Soul To Soul », ex-chef de protocole de Guillaume Soro, et Kipré Yagba son second à la garde présidentielle) le 22 février 2024.

## Décorations
- Commandeur de la Légion d'honneur.
- Officier de l'ordre national du Mérite.
- Officier de l'ordre du Mérite maritime.
- Médaille de reconnaissance de la Nation.
- Grand officier de l'ordre pro Merito Melitensi.